# 耐熱装甲レガシアム 塔の戦士
『耐熱装甲レガシアム 塔の戦士』は、遠藤明範による日本の小説。イラストは北爪宏幸が担当している。バンダイ文庫キャラクターノベルズより1989年7月に刊行された。OVA『レリックアーマーLEGACIAM』の167年前の世界を描いている。

## あらすじ
第三惑星歴146年、アルシドは熱極で耐熱装甲に乗り塔の建設作業中だったが、同僚のヤコブが塔から落下して死亡してしまう。塔の監督局から依頼され、その原因調査を行う中、熱極の秘密を探る特別監査委員たちと出会う。真実を知るためアルシドは監督局の局長ドナを拉致し特別監査委員たちと合流するが、ドナの逆襲を受け調査員のマーカス、ノートンと共に監督局に拘束されてしまう。別の特別監査委員デネボアにより脱出に成功し、4人はあとで合流する約束で2組に分かれ、アルシドとデネボアは塔の秘密を探ろうとする。2人は塔の実験室に誘い込まれ実験台にされるが、実験は失敗し、その隙に脱出する。アルシドはデネボアとはぐれるも耐熱装甲で合流地点に到着するが、監督局側の戦闘装甲との戦闘に敗れる。アルシドは救出され、監督局の副局長クローネンから塔の秘密を聞く。塔は第三惑星に住む全ての人間に精神力減退現象を引き起こさせるためのものであった。一方マーカスとノートンは一旦熱極から脱出し、熱極を制圧するため防衛軍と共に戻ってくる。監督局と防衛軍は戦闘装甲で戦う中、アルシドは幽閉されていた医療センターから抜け出し、耐熱装甲で塔を目指す。塔は発動し、皆が戦闘不能に陥る中、アルシドは失っていた少年兵時代の記憶を取り戻し、塔に侵入する。塔内部でドナはクローネンの正体を知り、彼を射殺する。アルシドとドナは、塔の機関部を破壊するため、耐熱装甲のある格納庫を目指す。

## 登場人物
アルシド・アレイ
本作の主人公。26歳。耐熱装甲の上級操縦士。かつて少年兵として戦争に参加していた。外傷性記憶障害のため、少年時代の記憶を失っている。
ドナ・リジャース
27歳。塔の監督局の局長を務める女性。戦争で母を失い自らも重傷を負ったが、クローネンに引き取られた。
アーサー・クローネン
50歳。耐熱装甲および塔の設計者。ドナの補佐役で監督局の副局長だが、実は実権を握っている。戦争で妻と子供を亡くした。
ニーツ・ハルタノ
アルシドの所属する作業班の班長。
デネボア
売春婦だが、実際は熱極に潜入した特別監査委員。
ノートン
熱極に潜入した特別監査委員。
マーカス・トブラー
監督局調査室所属所属だが、実際は熱極に潜入した特別監査委員。
ヤコブ・ハルツォン
アルシドの同僚。作業中に事故死した。
フィオナ・グレイス
アルシドと親しい公営酒場の踊り子。

## 用語
第三惑星
本作の舞台となる惑星。常に太陽に同じ面を向けて公転しているため、宇宙空間に浮かべられ回転する巨大な3枚の円板（ミラーシェード）が作る影によって、人工的に昼夜を作り出している。7つの都市がある。
熱極
ミラーシェードの影が1日中当たらない特別自治区。塔が存在する。
塔
もともとは百数十年前にミラーシェード建設の材料を宇宙空間に射出するために作られた鉱物資源射出台である。ミラーシェードが老朽化したため、その補修のために再建されたが、実際は第三惑星に住む全ての人間に精神力減退現象を引き起こさせる超低周波を発生させるためのものである。
耐熱装甲
塔での作業用に使われる作業装甲の一種。コックピットの開閉スイッチが機体の外側にあるため、トラブル時でも自力で脱出できない。右手首には鋼材切断用のサーベルがあり、戦闘時には武器としても使用できる。

## 既刊一覧
遠藤明範（著）、バンダイ〈バンダイ文庫キャラクターノベルズ〉
- 『耐熱装甲レガシアム 塔の戦士』　1989年7月20日発行 ISBN 4-89189-025-8